# 河北省作家协会
河北省作家协会，简称河北省作协，是中华人民共和国河北省文学工作者组成的专业性人民团体，是中国作家协会的团体会员。其最高权力机构为河北省作家协会代表大会。

## 历届主席
第三届：1996.10
第四届：2002.8
第五届：2007.12
名誉主席：铁凝、徐光耀。主席：关仁山(满族)
驻会副主席：相金科、王力平、李延青。
不驻会副主席：陈超、何申、谈歌、宋聚丰、刘家科、郁葱、何玉茹(女)、胡学文、李春雷。
第六届：2012.9
主席：关仁山
第七届：2019.7
名誉主席：徐光耀。主席：关仁山(满族)
副主席：王凤（女）、张勇、刘宝书、刘建东。